# Que se lixe a troika! Queremos as nossas vidas!
"Que se lixe a troika! Queremos as nossas vidas!" foi um movimento social português criado em Junho de 2012 em Lisboa que foi contra a troika e contra as medidas de austeridade do Governo de Pedro Passos Coelho. Organizou a manifestação de 15 de Setembro 2012 que surgiu na Internet, através das redes sociais, e foi inicialmente organizada por algumas pessoas de Lisboa, mas acabou por ser acolhida em várias regiões de Portugal, assim como em Fortaleza (Brasil), Berlim, Barcelona, Bruxelas, Paris e Londres. A manifestação levou um milhão de pessoas às ruas, em várias cidades portuguesas, e em Lisboa foram mais 500 mil pessoas num protesto nacional contra as medidas de austeridade.
Em 15 de Fevereiro de 2013, interromperam o primeiro-ministro Pedro Passos Coelho enquanto falava no debate quinzenal com os deputados em forma de protesto contra as políticas económicas de seu governo e da troika. O movimento "Que se lixe a troika" convocou uma nova manifestação nacional para dia 2 de Março, que vai decorrer em várias cidades do país e também no estrangeiro. A manifestação tem o apoio da Confederação Geral dos Trabalhadores Portugueses - Intersindical Nacional (CGTP) e vários deputados e militantes do Partido Socialista, Partido Comunista Português e Bloco de Esquerda.